# Station Putten
Station Putten is een spoorwegstation in het Gelderse Putten aan de spoorlijn Amersfoort - Zwolle (Centraalspoorweg). Het station werd geopend op 20 augustus 1863. Het stationsgebouw was van het standaardtype NCS 3e klasse. Van dit type zijn slechts enkele stations gebouwd.
In 1929 werd dit stationsgebouw vervangen door het huidige gebouw van architect H.G.J. Schelling. In 2025 is het erkend als gemeentelijk monument.
Het station ligt 2,5 kilometer van het centrum van Putten.

## Bediening

### Trein
Het station wordt bediend door de volgende treinserie:
| Serie | Treinsoort    | Route                                                                        | Bijzonderheden |
| ----- | ------------- | ---------------------------------------------------------------------------- | -------------- |
| 5600  | Sprinter (NS) | Utrecht Centraal – Utrecht Overvecht – Amersfoort Centraal – Putten – Zwolle |                |

Ten noordoosten van het station liggen passeersporen voor goederentreinen en, in geval van vertragingen, sprinters.

### Bus
Station Putten is bereikbaar met buslijn 107 (Ede-Wageningen – Harskamp – Stroe – Wittenberg – Garderen – Putten). Het vervoer is in handen van vervoersmaatschappij Hermes onder de naam RRReis. Aangezien station Putten de eindhalte van deze buslijn is en beide sprinters tegelijk aankomen, is er een overstap in alle richtingen, dus van en naar Amersfoort en Utrecht; van en naar Harderwijk en Zwolle en van en naar Putten Centrum en Ede-Wageningen. De bus rijdt echter 1 keer per uur, waar de trein dit 2 keer per uur doet.
De overstaptijd is - bij geen verstoringen - haalbaar, maar zeer kort: van trein naar bus slechts 2 tot 4 minuten. Van bus naar trein is dit 8 minuten.

## Ontwikkeling aantal reizigers
Het aantal door NS vervoerde reizigers (per gemiddelde werkdag) ontwikkelde zich sedert 2019 als volgt:
| Jaar | Aantal reizigers | Bijzonderheden   |
| ---- | ---------------- | ---------------- |
| 2019 | 2.037            |                  |
| 2020 | 947              | Covidrestricties |
| 2021 | 1.064            | Covidrestricties |
| 2022 | 1.461            |                  |
| 2023 | 1.615            |                  |
| 2024 | 1.573            |                  |

## Afbeeldingen

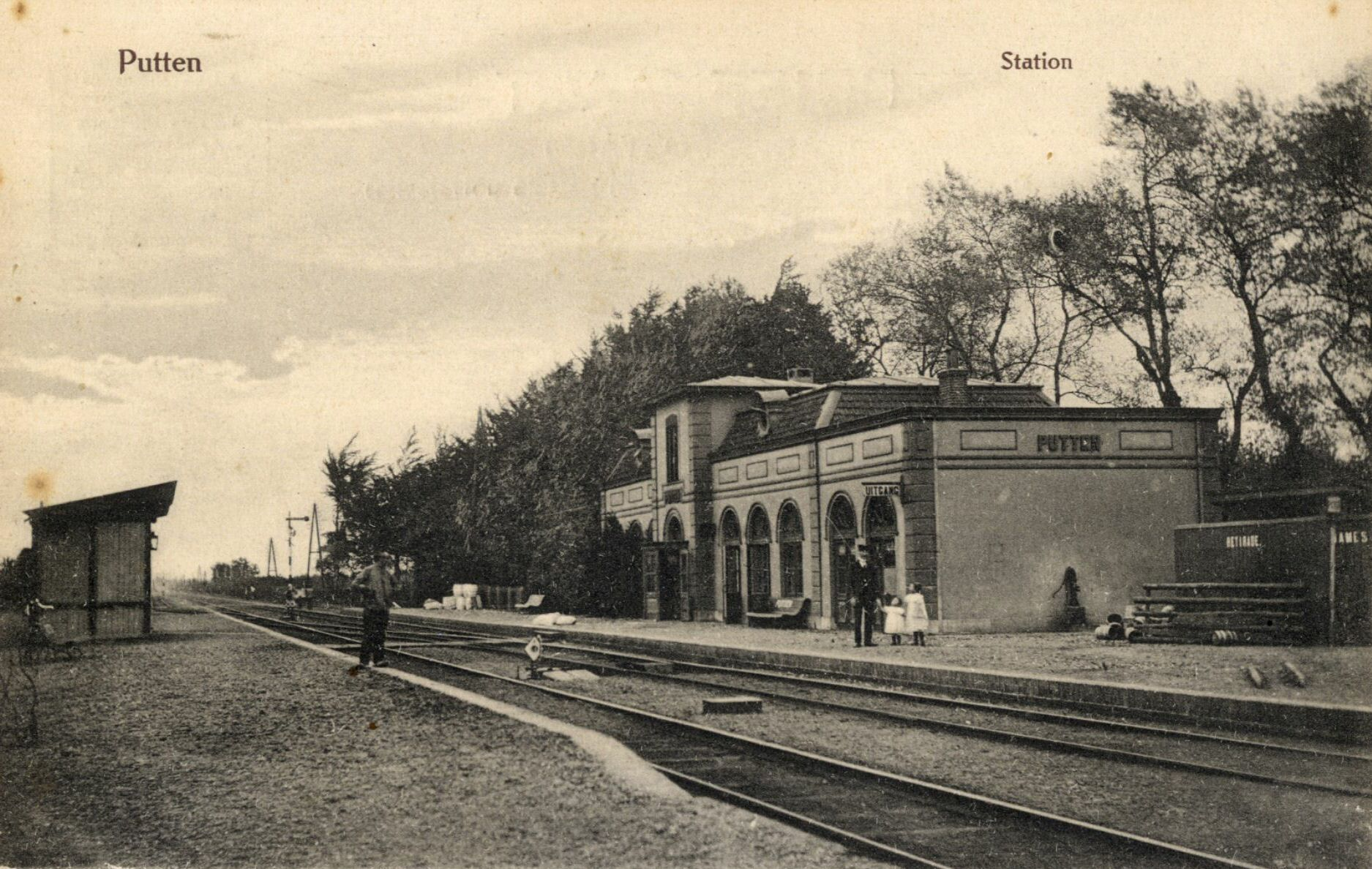
Station rond 1905-1915
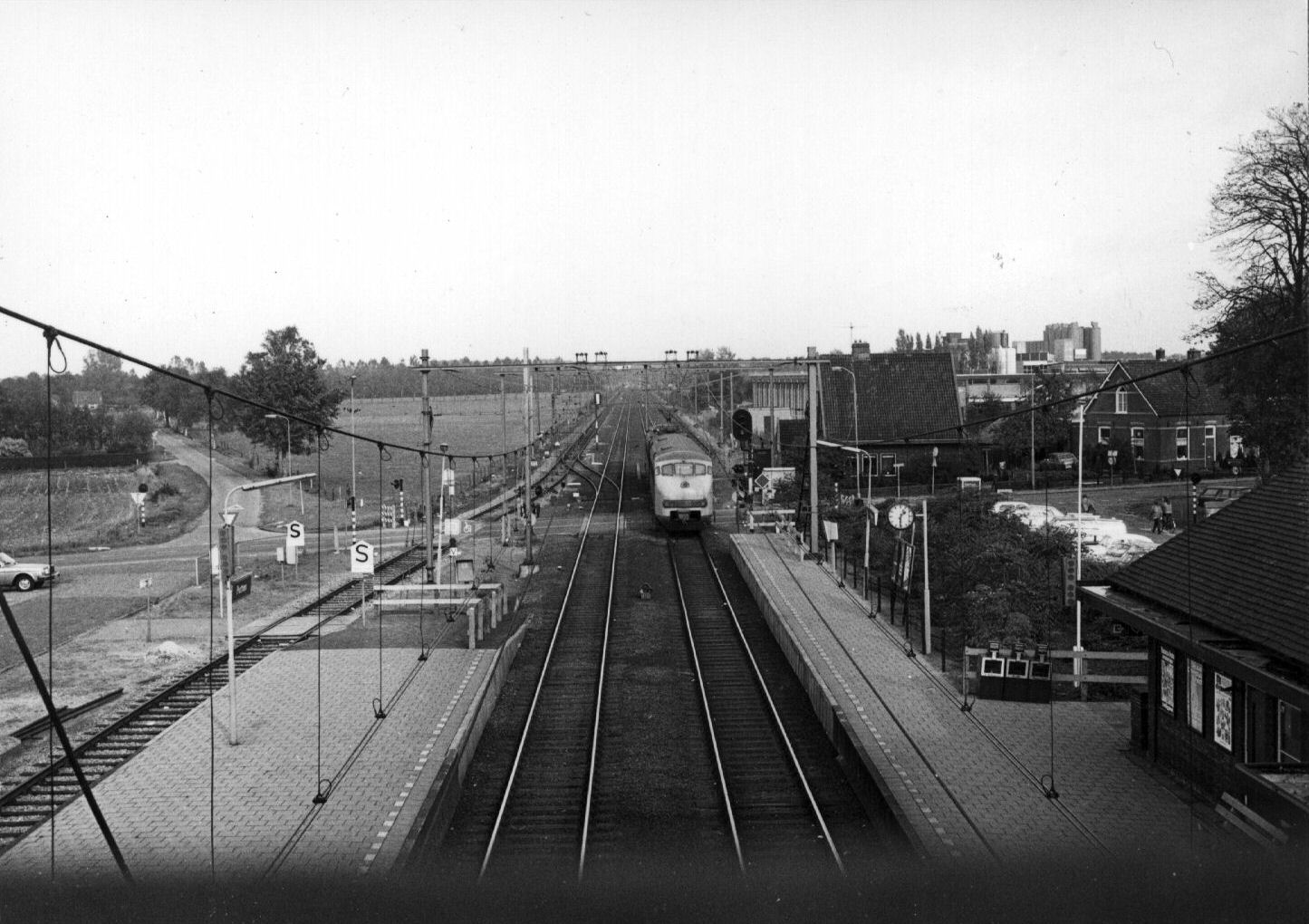
Plan V op het station
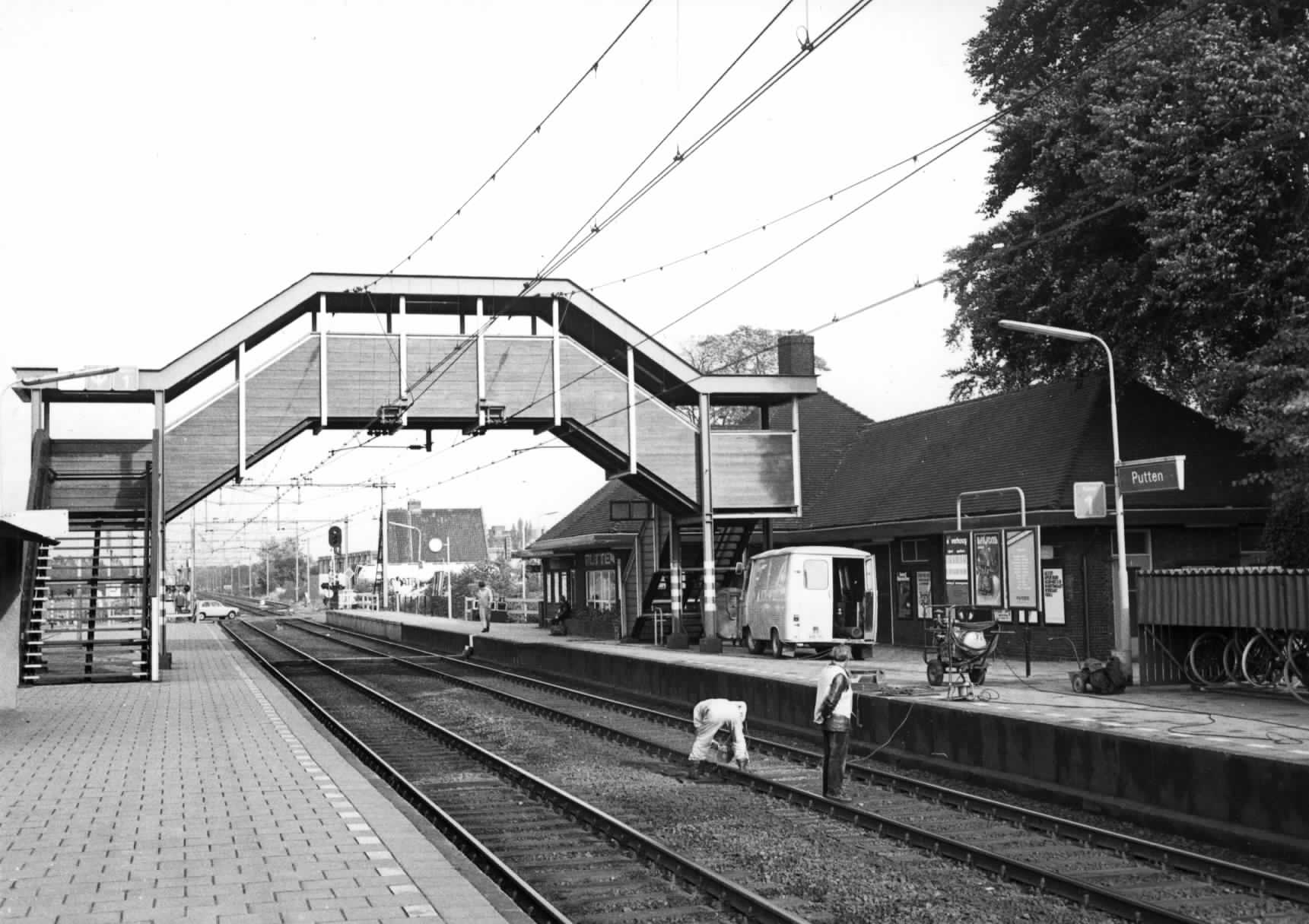
Station 1980-1981
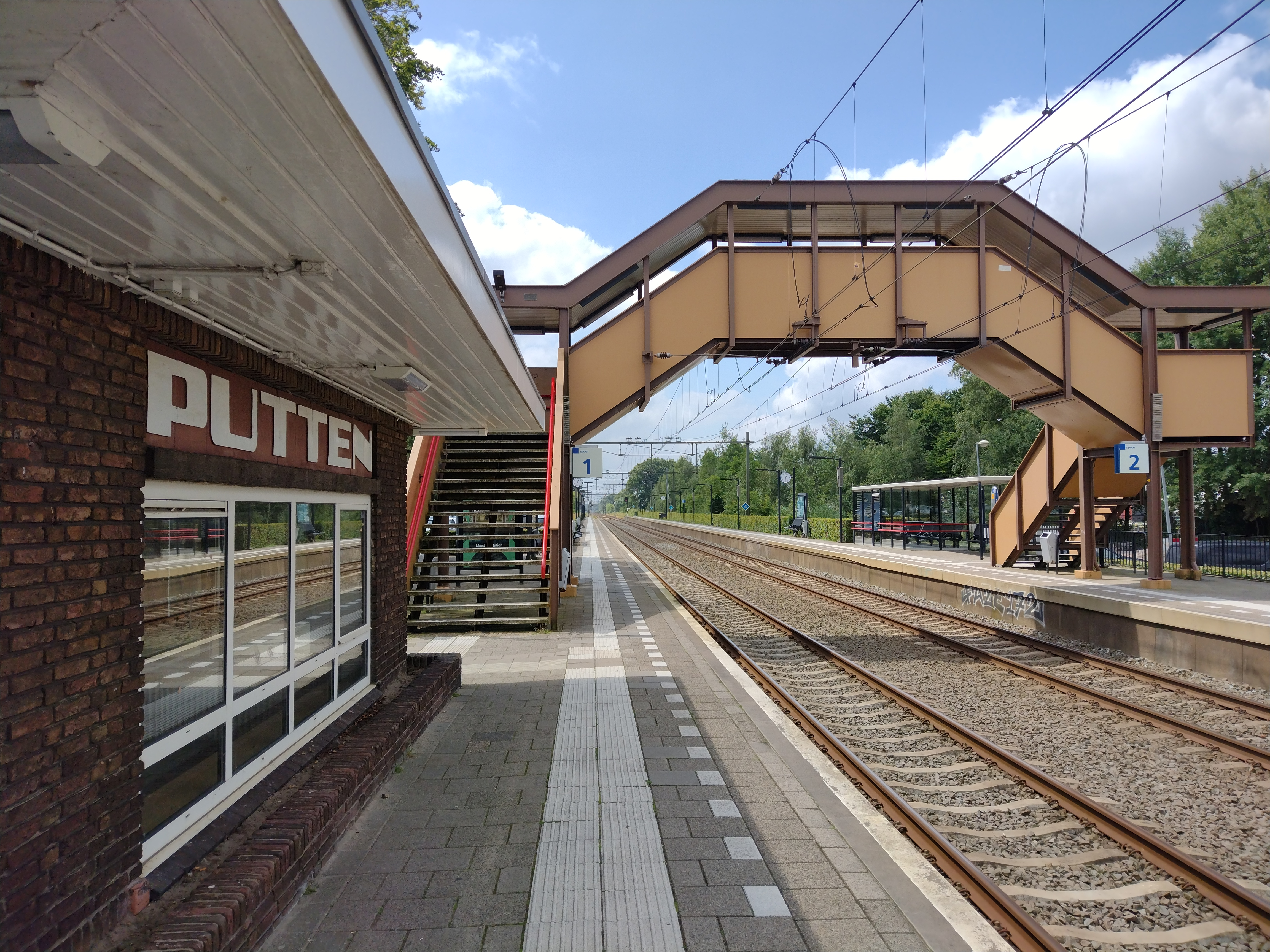
Vanaf het perron in 2024
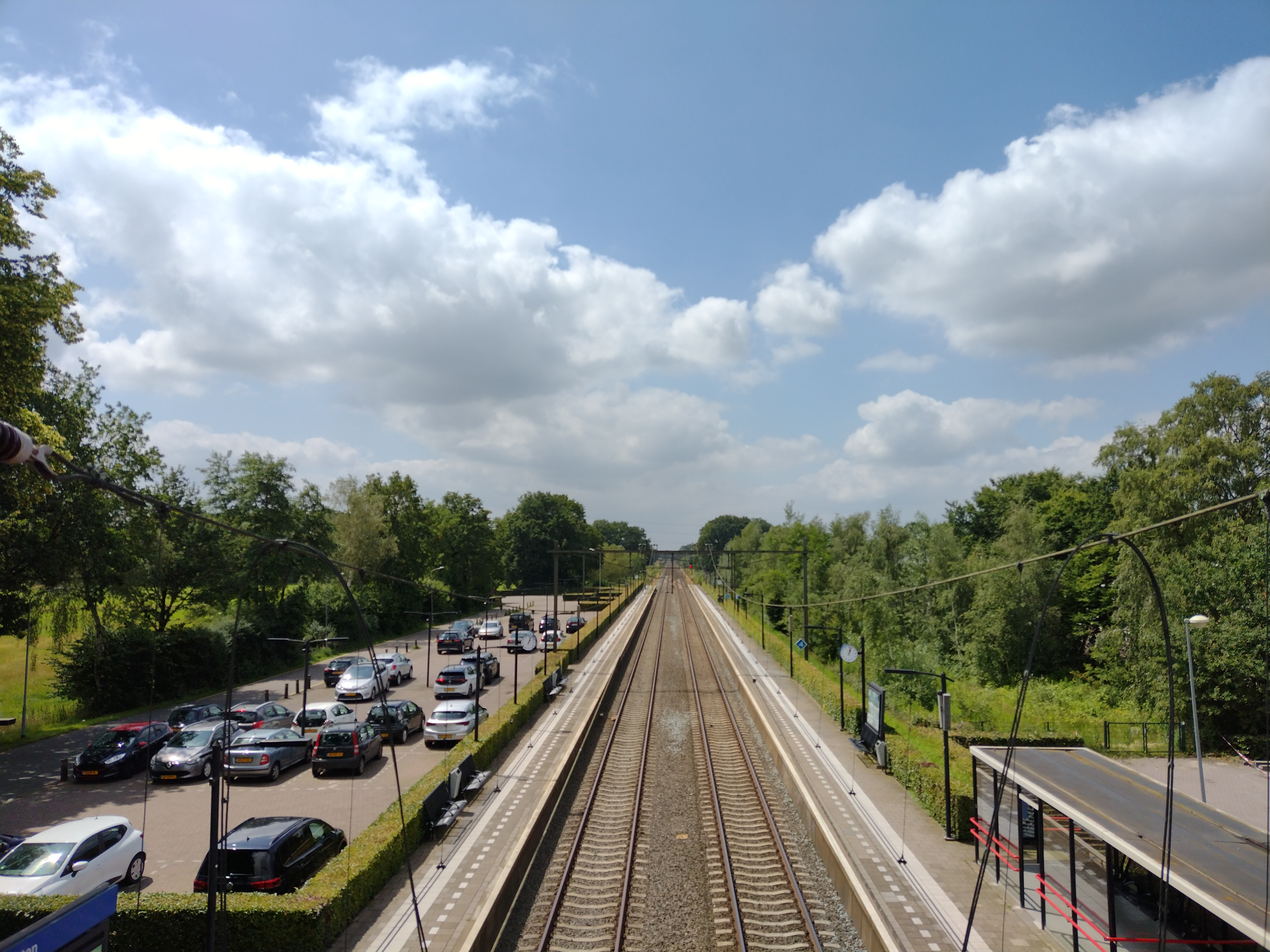
Perrons

0: Utrecht Centraal ·
1: Utrecht Buurtstation ·
2:Amsterdamsche Straatweg ·
2: Vechtbrug ·
3: Utrecht Overvecht ·
5: Blauwkapel ·
7: Groenekan Oost ·
9: Bilthoven ·
12: Den Dolder ·
16: Soestduinen ·
19: De Vlasakkers ·
21: Amersfoort Centraal ·
22: Amersfoort NCS ·
23: Amersfoort Koppel ·
24: Bloemendaalsche Weg ·
25: Amersfoort Schothorst ·
26: Liendert ·
28: Hooglanderveen ·
28: Amersfoort Vathorst ·
29: Hoevelaken ·
30: Slichtenhorst ·
32: Nijkerk ·
34: Diermen ·
36: Hooge Steeg ·
38: Bijsteren ·
40: Putten ·
43: Volenbeek ·
45: Ermelo ·
47: Horst-Tonsel ·
49: Harderwijk ·
55: Hulshorst ·
58: Nieuw Groeneveld ·
64: Nunspeet ·
70: 't Harde ·
73: Oldebroek ·
79: Wezep ·
83: Hattemerbroek ·
88: Zwolle NCS ·
88: Zwolle ·
101: Kampen
Huidige stations:
Aalten ·
Apeldoorn · 
-De Maten · 
-Osseveld ·
Arnhem:
-Centraal · 
-Presikhaaf · 
-Velperpoort · 
-Zuid ·
Barneveld:
-Centrum · 
-Noord ·
-Zuid ·
Beesd ·
Brummen ·
Culemborg ·
Didam ·
Dieren ·
Doetinchem · 
-De Huet · 
Duiven ·
Ede:
-Centrum ·
-Wageningen ·
Elst ·
Ermelo ·
Gaanderen · 
Geldermalsen ·
't Harde ·
Harderwijk ·
Hemmen-Dodewaard ·
Kesteren ·
Klarenbeek ·
Lichtenvoorde-Groenlo ·
Lochem ·
Lunteren ·
Nijkerk ·
Nijmegen · 
-Dukenburg · 
-Goffert · 
-Heyendaal · 
-Lent ·
Nunspeet · 
Oosterbeek ·
Opheusden ·
Putten ·
Rheden ·
Ruurlo ·
Terborg ·
Tiel · 
-Passewaaij ·
Twello · 
Varsseveld · 
Veenendaal-De Klomp · 
Velp · 
Voorst-Empe · 
Vorden · 
Wehl ·
Westervoort · 
Wezep · 
Wijchen ·
Winterswijk · 
-West · 
Wolfheze · 
Zaltbommel · 
Zetten-Andelst · 
Zevenaar · 
Zutphen
Voormalige stations: lijst van voormalige spoorwegstations in Gelderland